# PiPoPa - I folletti del Web
PiPoPa - I folletti del Web (ネットゴーストPIPOPA?, Netto Gōsuto PiPoPa, lett. "I fantasmi della Rete PiPoPa") è una serie televisiva anime prodotta dallo Studio Hibari, ed è andato in onda su TV Tokyo nel 2008.
In Italia la serie è iniziata su Premium Play il 12 aprile 2012 e si è conclusa il 14 giugno 2012. In televisione viene trasmessa per la prima volta dal 26 agosto 2019 su Italia 1 alle 05:45, ma è stata improvvisamente interrotta il 2 settembre 2019 dopo l'episodio 48.
L'episodio 33, assente dalla sua pubblicazione in streaming di Premium Play, è stato recuperato e trasmesso in prima TV assoluta il 30 agosto 2019 nel corso della trasmissione mattutina di Italia 1.

## Trama
La serie ruota attorno al giovane Yuta Akikawa: un ragazzo che detesta la tecnologia moderna ad eccezione del suo cellulare. Un giorno Yuta riceve uno sms e quando lo apre viene risucchiato all'interno del cellulare. Yuta viene catapultato direttamente all'interno del Web e qui fa la conoscenza di tre fantasmi: Pit, Pot e Pat. Yuta e il trio fanno amicizia, ma si viene a sapere che il Web è sotto la minaccia dei virus, il cui scopo è portare il caos. Yuta decide di aiutare i suoi nuovi amici per la salvaguardia di questo mondo. Ad aiutare Yuta si uniranno anche Hikaru, Mamoru e Sayaka.

## Personaggi
- Yuta Akikawa:

Doppiato da: Rina Satō (ed, giapponese), Monica Bonetto (ed. italiana)
- Pit:

Doppiato da: Ryōko Shiraishi (ed. giapponese), Paolo De Santis (ed. italiana)
- Pot:

Doppiato da: Satomi Arai (ed. giapponese), Cinzia Massironi (ed. italiana)
- Pat:

Doppiato da: Masahito Yabe (ed. giapponese), Stefano Pozzi (ed. italiana)
- Pu (Sirene):

Doppiata da: Aki Toyosaki, Ayahi Takagaki (canzoni) (ed. giapponese), Loretta Di Pisa (ed. italiana)
- Hikaru:

Doppiata da: Sayuri Yahagi (ed. giapponese), Loredana Foresta (ed. italiana)
- Mamoru:

Doppiato da: Kahoru Sasajima (ed. giapponese), Federico Zanandrea (ed. italiana)
- Sayaka:

Doppiata da: Ui Miyazaki (ed. giapponese), Donatella Fanfani (ed. italiana)

## Episodi
| Nº | Titolo italiano Giapponese 「Kanji」 - Rōmaji                                             | In onda           | In onda        |
| Nº | Titolo italiano Giapponese 「Kanji」 - Rōmaji                                             | Giapponese        | Italiano       |
| 1  | Un nuovo mondo 「ヨウコソ＠ネットセカイヘ」 - Youkoso @ nettosekaihe                      | 6 aprile 2008     | 12 aprile 2012 |
| 2  | Voglio tornare a casa 「カエリタイ＠カエレナイ」 - Kaeritai @ kaerenai                    | 13 aprile 2008    | 12 aprile 2012 |
| 3  | Una scuola tutta da scoprire 「ガッコウヘ＠イコウ!?」 - Gakkouhe @ ikou!?                 | 20 aprile 2008    | 12 aprile 2012 |
| 4  | Gli artisti del Web 「ヒカル＠プリン＠オジイチャン」 - Hikaru @ purin @ ojiichan          | 27 aprile 2008    | 12 aprile 2012 |
| 5  | Doppia sfida 「ビボバ＠サンジョウデゴザイマス」 - Biboba @ sanjoude gozaimasu             | 4 maggio 2008     | 12 aprile 2012 |
| 6  | La guerra dei canali 「チャンネル＠ウォーズ」 - Channeru @ uorzu                          | 11 maggio 2008    | 12 aprile 2012 |
| 7  | L'albergo stregato 「リョカン＠ユキタニテイ」 - Ryokan @ yukitanitei                      | 18 maggio 2008    | 12 aprile 2012 |
| 8  | La ditta che progetta il futuro 「ユウタ＠カイシャホウモン」 - Yuuta @ kaishahoumon       | 25 maggio 2008    | 12 aprile 2012 |
| 9  | In cerca di lavoro 「ハタラケ＠アイザワ」 - Hatarake @ aizawa                             | 1º giugno 2008    | 12 aprile 2012 |
| 10 | In treno nel Web 「マモルトユウタ＠」 - Mamoru toyuuta @                                  | 8 giugno 2008     | 12 aprile 2012 |
| 11 | Operazione PiPoPa 「オペレーション＠ピポパ」 - Opereushon @ Pipopa                        | 15 giugno 2008    | 12 aprile 2012 |
| 12 | A lezione di Internet 「ネットサーファー＠ユウタ」 - Netto saafaa @ yuuta                 | 22 giugno 2008    | 12 aprile 2012 |
| 13 | Hikaru entra nel Web 「ヒカル＠ネットダイブ」 - Hikaru @ netto daibu                      | 29 giugno 2008    | 12 aprile 2012 |
| 14 | Il desiderio di Pit, Pot e Pat 「タナバタ＠バージョンアップ!?」 - Tanabata @ baajonappu!? | 6 luglio 2008     | 3 maggio 2012  |
| 15 | Raduno di fantasmi 「ネットゴースト＠ダイシュウゴー！」 - Netto gousuto @ dai shuugou!    | 13 luglio 2008    | 3 maggio 2012  |
| 16 | La promessa 「ヒカル＠ヤクソク＠ナツヤスミ」 - Hikaru @ yakusoku @ natsuyasumi            | 20 luglio 2008    | 3 maggio 2012  |
| 17 | Fantasmina innamorata 「ダイスキ＠ジュウサマ」 - Daisuki @ juusama                        | 27 luglio 2008    | 3 maggio 2012  |
| 18 | Mamoru entra nel Web 「マモル＠」 - Mamoru @                                              | 3 agosto 2008     | 3 maggio 2012  |
| 19 | Sogno o son desto? 「カズシゲ＠マナツノユメ」 - Kazushige @ manatsunoyume                 | 10 agosto 2008    | 3 maggio 2012  |
| 20 | Persi nel Web 「マイゴ＠マイゴ＠マイゴ」 - Maigo @ maigo @ maigo                          | 17 agosto 2008    | 3 maggio 2012  |
| 21 | Piovono rifiuti 「スイーパー＠ヒカル」 - Suiipaa @ Hikaru                                 | 24 agosto 2008    | 3 maggio 2012  |
| 22 | Le rime del Web 「（カズシゲ＋ビボバ）²＠」 - (Kazushige + Biboba)² @                     | 31 agosto 2008    | 3 maggio 2012  |
| 23 | Qualcuno non è quello che sembra 「プー＠セイレーン」 - Puu @ seireun                     | 7 settembre 2008  | 3 maggio 2012  |
| 24 | Alla larga dal mondo del Web 「プー！＠プー！＠プー！」 - Puu! @ Puu! @ Puu!              | 14 settembre 2008 | 3 maggio 2012  |
| 25 | Il Progetto Sirena 「ピポパ＠ピポパプー！」 - Pipopa @ Pipopapuu!                         | 21 settembre 2008 | 3 maggio 2012  |
| 26 | Un lavoro di squadra 「＠ミンナダイスキ」 - @ minna daisuki                               | 28 settembre 2008 | 3 maggio 2012  |
| 27 | Imparare giocando 「ネットゴースト＠ピポパプー？」 - Netto gousuto @ Pipopapuu?           | 12 ottobre 2008   | 24 maggio 2012 |
| 28 | Il traduttore impazzito 「サヤカ＠テンコウセイ」 - Sayaka @ tenkousei                     | 19 ottobre 2008   | 24 maggio 2012 |
| 29 | Voglio diventare un idolo del Web 「ナリタイ＠ネットアイドル☆」 - Naritai @ netto aidoru☆ | 26 ottobre 2008   | 24 maggio 2012 |
| 30 | A caccia di ispirazione 「スランプ＠ポエム＠ダイナゴン」 - Suranpu @ poemu @ dainagon     | 2 novembre 2008   | 24 maggio 2012 |
| 31 | I numeri impazziti 「ケイサン＠パ＠パット」 - Keisan @ pa @ patto                         | 9 novembre 2008   | 24 maggio 2012 |
| 32 | Un mostro elettrizzante 「ホップ＠スタンプ＠レベルアップ」 - Hoppu @ Sutanpu @ Reberuappu | 16 novembre 2008  | 24 maggio 2012 |
| 33 | Giga panico! 「ギガ＠パニック」 - Giga @ panikku                                          | 23 novembre 2008  | 30 agosto 2019 |
| 34 | Una pioggia di meteore! 「トラベル＠トラブル＠ラブラブ」 - Toraberu @ Toraburu @ Raburabu | 30 novembre 2008  | 24 maggio 2012 |
| 35 | Il segreto di Sayaka 「ワタシ＠ワルクナイ」 - Watashi @ warukunai                         | 7 dicembre 2008   | 24 maggio 2012 |
| 36 | La venere del Web 「＠ネットヴィーナス」 - @ netto viinasu                                | 14 dicembre 2008  | 24 maggio 2012 |
| 37 | La capsula del tempo 「マモル＠ユウタ」 - Mamoru @ yuuta                                  | 21 dicembre 2008  | 24 maggio 2012 |
| 38 | L'amico sostituito 「ユウタ...＠」 - Yuuta ...@                                           | 28 dicembre 2008  | 24 maggio 2012 |
| 39 | Un esercito di sirene... 「プログラム＠セイレーン」 - Puroguramu @ seireun                | 4 gennaio 2009    | 24 maggio 2012 |
| 40 | Per sempre insieme 「ズット＠イッショ」 - Zutto @ issho                                   | 11 gennaio 2009   | 14 giugno 2012 |
| 41 | Senza contatto 「アエナイ…＠アイタイ！」 - Aenai ...@ aitai!                              | 18 gennaio 2009   | 14 giugno 2012 |
| 42 | Sfida al divino Forest 「レジェンド＠オリハルコン」 - Rejiendo @ oriharukon               | 25 gennaio 2009   | 14 giugno 2012 |
| 43 | I detective del Web 「ネット＠タンテイダン」 - Netto @ tanteidan                          | 1º febbraio 2009  | 14 giugno 2012 |
| 44 | Un rompicapo da risolvere 「ラビリンス＠ディバイン」 - Rabirinsu @ deibain                | 8 febbraio 2009   | 14 giugno 2012 |
| 45 | I cioccolatini di San Valentino 「バレンタインデー＠ト♥」 - Barentain deu @ to ♥          | 15 febbraio 2009  | 14 giugno 2012 |
| 46 | Sogno o realtà? 「フシギノクニノ＠カリン」 - Fushigi no kunino @ karin                    | 22 febbraio 2009  | 14 giugno 2012 |
| 47 | Tornare bambini 「バブバブ＠ピポパ」 - Babubabu @ Pipopa                                  | 1º marzo 2009     | 14 giugno 2012 |
| 48 | Un terribile inganno 「サイゴノ＠カケラ」 - Saigono @ kakera                              | 8 marzo 2009      | 14 giugno 2012 |
| 49 | Salviamo il Web! 「オトナタチ＠コドモタチ」 - Otonatachi @ kodomotachi                    | 15 marzo 2009     | 14 giugno 2012 |
| 50 | Ritorno nel Web 「＠スクエ!!」 - @ sukue!!                                                | 22 marzo 2009     | 14 giugno 2012 |
| 51 | La resa dei conti 「キミト＠ネットセカイヘ！」 - Kimito @ netto sekaihe!                  | 29 marzo 2009     | 14 giugno 2012 |